# Landesarchivgesetz (Baden-Württemberg)
Das Gesetz über die Sicherung, Bereitstellung und Nutzung von Archivgut (Landesarchivgesetz – LArchG) regelt die Übernahme von Unterlagen öffentlicher Stellen und die Nutzung des Archivguts sowie die Organisation und Zuständigkeiten des Landesarchivs Baden-Württemberg.
Das Landesarchivgesetz war das erste Archivgesetz in Deutschland und prägte viele weitere neue Landesarchivgesetze in anderen Bundesländern. Es ersetzte das Gesetz über die Gliederung der Archivverwaltung vom 19. November 1974 und die Akten- und Archivordnung vom 29. Juni 1964 sowie änderte das Denkmalschutzgesetz Baden-Württemberg. 1990 musste das LArchG bereits wieder novelliert werden, da das wenige Monate später verabschiedete Bundesarchivgesetz die Aufnahme neuer Regelungen in das Gesetz verlangte. So wurden mehrere Paragrafen geändert und ein neuer § 6a eingefügt.
2004 wurde das LArchG im Rahmen des Verwaltungsstruktur-Reformgesetzes erneut umfassend geändert, was die Umstrukturierung der staatlichen Archivverwaltung in das Landesarchiv zur Folge hatte. Eine weitere Änderung von 23. Juli 2014 im Rahmen der Rechtsbereinigung betraf nur zwei Sätze.
Im Rahmen der letzten Änderung des Landesarchivgesetzes wurde mit dem Gesetz zur Einführung der Informationsfreiheit vom 17. Dezember 2015 die Verpflichtung der Benutzer abgeschafft, vor der Nutzung ein berechtigtes Interesse glaubhaft machen zu müssen. Die Änderung trat am Tag nach der Verkündung, also am 30. Dezember 2015 in Kraft.
Zum 30. Juli 2025 trat eine komplette Neufassung des LArchG in Kraft.